# На вираже
«На вираже» — российский телесериал 2004 года.
В оригинальном варианте сериал состоит из десяти 45-минутных серий. Сокращённый и перемонтированный вариант телесериала выпущен в виде четырёхсерийного фильма под названием «Неудержимый Чижов».

## Сюжет
Действие остросюжетного фильма происходит вокруг автотрека. История начинается с убийства директора гоночной команды «Фаворит» Фёдора Головина, являющейся лидером последних соревнований. Эта смерть означает смерть команды — без серьёзной финансовой поддержки её дальнейшее существование под большим вопросом. Убийство организовано криминальной структурой, которое, управляя результатами автогонок, контролирует тотализатор на стадионе рядом с автотреком. В силу сложившихся обстоятельств администратор «Фаворита» Константин Чижов отказывается мириться с крахом и решает сделать всё, чтобы возродить команду и постараться выиграть финальную гонку сезона.
Из команды уходят практически все люди, за исключением несовершеннолетнего подростка Родриго, подрабатывающего гаражным сторожем. Буквально за месяц Чижову удаётся сделать всё — собрать новую команду, погасить долги, найти финансового спонсора, пригласить пилотов и новых наставников. С большим трудом в коллектив удается включить пилота Лунгина и автослесаря Полуяна. Борис Лунгин, прежде побывавший в катастрофе на автогонке и уже более трёх лет не участвующий в них, страдает парасомническим расстройством, где во сне постоянно видит чёрную птицу в боковом зеркале, приносящую несчастье на повороте. В команду набираются механик Копейкин и наставник Кравченко. Параллельно Чижов попадает в разные приключения, где приходится жертвовать личными средствами как ради освобождения из СИЗО, так и для нескольких собеседований в поисках спонсора. Спасению гоночной команды также содействует секретарь оргкомитета и по совместительству судья автотрассы Оксана, которой отчасти удается дополнительно оказать моральную поддержку и спасти «Фаворит» от дисквалификации в текущем гоночном сезоне. Позже у команды назначаются новый директор и спонсор.
Оставляя в стороне трепетные старания по возрождению команды, Чижов на некоторое время отвлекается от суеты, справляя день рождения Вари в кругу родных. Одним из близких ему людей Константину Чижову является отец и бывший автогонщик Иван Дорянов, прикованный к инвалидному креслу после страшной аварии. Параллельно Чижов пытается наладить любовь с Оксаной, а мастер Копейкин находит отношения с местной автолюбительницей, которой помог починить застрявший в лесной дороге автомобиль. Супруга Константина, Елизавета Чижова, оказывается на грани нервного срыва, узнавая с его слов о планах возрождения гоночной команды и та подает на развод, угрожая также забрать к себе дочь Ксению.
Во время квалификационных заездов хозяин ОПГ Пётр Шукаев, имеющий тесные связи с владельцем тотализатора Егором Холиным и поддерживающий «Экстрим», замечает восстановление активности в гоночном коллективе «Фаворита». Более того, как позднее выяснится, в прошлом офис предыдущего хозяина команды подвергался вскрытию, в результате которого бандиты установили в одном из помещений подслушивающее устройство и благодаря ему в прошлом удалось осуществить убийство Фёдора Головина. Желая разладить команду, Шукаев пытается использовать ушедшего из «Фаворита» в «Экстрим» пилота Киржаева для осуществления провокаций. Попытки Полуяна подзаработать на гоночной команде ради содержания собственной автомастерской приводит к его изгнанию Чижовым. Кравченко, вступая в тесное общение со вторым пилотом команды, едва не теряет свою супругу в результате провокационной измены, устроенной менеджером спонсора «Фаворита».
Подручные Шукаева тем временем выходят на личные связи Чижовых и организовывают похищение дочери Ксении. Об этом Константин Чижов узнает случайно во время беседы с самим хозяином ОПГ, прикрываясь сторожем на шлагбауме. Вникая в суть происходящего Чижов глубоко осознает, с кем имеет дело. Телефонный разговор супругов Чижовых подслушивает Родриго и тот отправляется спасать их единственную дочь от похищения подручными Шукаева. В ходе слежки бандитам удается перехватить Ксению, но уехать им не удаётся, подоспевший Родриго крадёт коммутатор и тайком вызволяет её из машины похитителей.
Ночью в гараже «Фаворита» совершается диверсия, в которой Шукаев портит масло в системе одной из гоночных машин. По вызову Родриго в гараж направляются Копейкин и Чижов. После спешного ремонта последний уезжает к себе домой, а механик остается ночевать в гараже. Накануне гонки деятельность криминальной ячейки вскрывается следственным управлением, организовывается контрольная закупка, в ходе которой Шукаев и его подручные сдают оружие. Буквально перед стартом Лунгин заявляет об отказе выходить на старт гонки, чем приводит Чижова в ярость. Ценой рукоприкладства Чижов заставляет вернуться Лунгина на гонку, несколько кругов спустя основной пилот «Фаворита» вновь вырывается в лидеры, опережая первого пилота «Экстрима» Валерия Киржаева. Холин выражает недовольство таким положением дел и поручает Шукаеву отправить одного из его подручных устроить препятствие на трассе. Провокация с пролитым маслом на радиусе оказывается сорванной в результате вмешательства Константина и Оксаны, где с помощью цемента Чижов устраняет скользкое препятствие, но оказывается сбитым проезжающей машиной «Фаворита». Пилоту «Экстрима» Киржаеву не удается опередить Лунгина по внешнему радиусу и тот становится чемпионом финальной гонки сезона.
Оставшись наедине с Оксаной на трассе, Чижов в последний раз сближается с ней надеясь возобновить роман, но вскоре убегает в лес, замечая в стороне от себя подручных Шукаева. Вызволив часть оружия сданного в ходе контрольной закупки, двое бандитов отправились в погоню. В ходе погони Чижов выбегает на пристань, где подручные Шукаева замечают его и следуют за ним. Осознавая неизбежность своего трагического конца, Чижов не поддается желанию быть застреленным и прыгает с пристани в море.

## Киноверсия
Существует также киноверсия сериала, в которой использованы фрагменты, не вошедшие в окончательный вариант сериала при монтаже. Фильм состоит из 4 частей.
Сюжет этой версии несколько упрощён и имеет иной ход развития событий в отличие от оригинального. В изменённой сюжетной линии отсутствуют разводящаяся жена Елизавета и дочь Ксения, один из бандитов Шукаева и другие. Также изменена концовка сюжета, в которой подручные Шукаева бесследно исчезают после победы «Фаворита» на финальной гонке, а Чижов заводит свой долгожданный роман с Оксаной.

## Места съёмок
Съёмки сериала проходили в Санкт-Петербурге. Большинство сцен снималось на гоночной трассе «Невское кольцо» в окрестностях стадиона имени С. М. Кирова. Часть эпизодов отснята в пригороде Сестрорецка, а также на территории музея «Шалаш В. И. Ленина» и берегу озера Сестрорецкий Разлив.

## В ролях
| Актёр                | Роль             |
| -------------------- | ---------------- |
| Геннадий Назаров     | Константин Чижов |
| Юлия Деллос          | Лиза Чижова      |
| Александр Михайлов   | Олег Кравченко   |
| Виктор Бычков        | Кирилл Копейкин  |
| Татьяна Догилева     | Инна             |
| Анастасия Калманович | Светлана         |
| Станислав Садальский | Полуян           |
| Вячеслав Гришечкин   | Пётр Шукаев      |
| Александр Половцев   | Дорянов          |

| Актёр              | Роль            |
| ------------------ | --------------- |
| Роман Жилкин       | Борис Лунгин    |
| Сергей Мигицко     | Сарочан         |
| Михаил Разумовский | Валерий Киржаев |
| Аркадий Тигай      | Егор Холин      |
| Анна Геллер        | Оксана          |
| Анастасия Курза    | Вера            |
| Андрей Ургант      | оперативник     |
| Николай Иванов     | Родриго         |
| Марина Засухина    | Ольга           |

## Съёмочная группа
- Автор сценария: Аркадий Тигай, при участии Владимира Зайкина
- Режиссёр: Владимир Зайкин
- Оператор-постановщик: Виктор Гончар